# 阿鲁温
阿鲁温（?—?），元朝汝阳王、梁王，本乃蛮氏，曾祖父阔阔台，元初从大军定河南。父乃蛮台，定居河南为颖州沈丘人。
至正十五年（1355年），元顺帝命陕西行省参知政事阿鲁温沙守御商州。由於其子察罕帖木儿在至正二十二年（1362年）戰死，朝廷封阿鲁温汝阳王，后又进封梁王。至正二十八年（1368年）四月，河南行省平章政事梁王阿鲁温以河南府（今河南省洛阳市）归降明朝。
女儿佛儿嫁赛因赤答忽（伯也台氏），外孙王保保为察罕帖木儿收养。王保保妹、朱樉妃王氏或为他外孙女。